# Amontillado

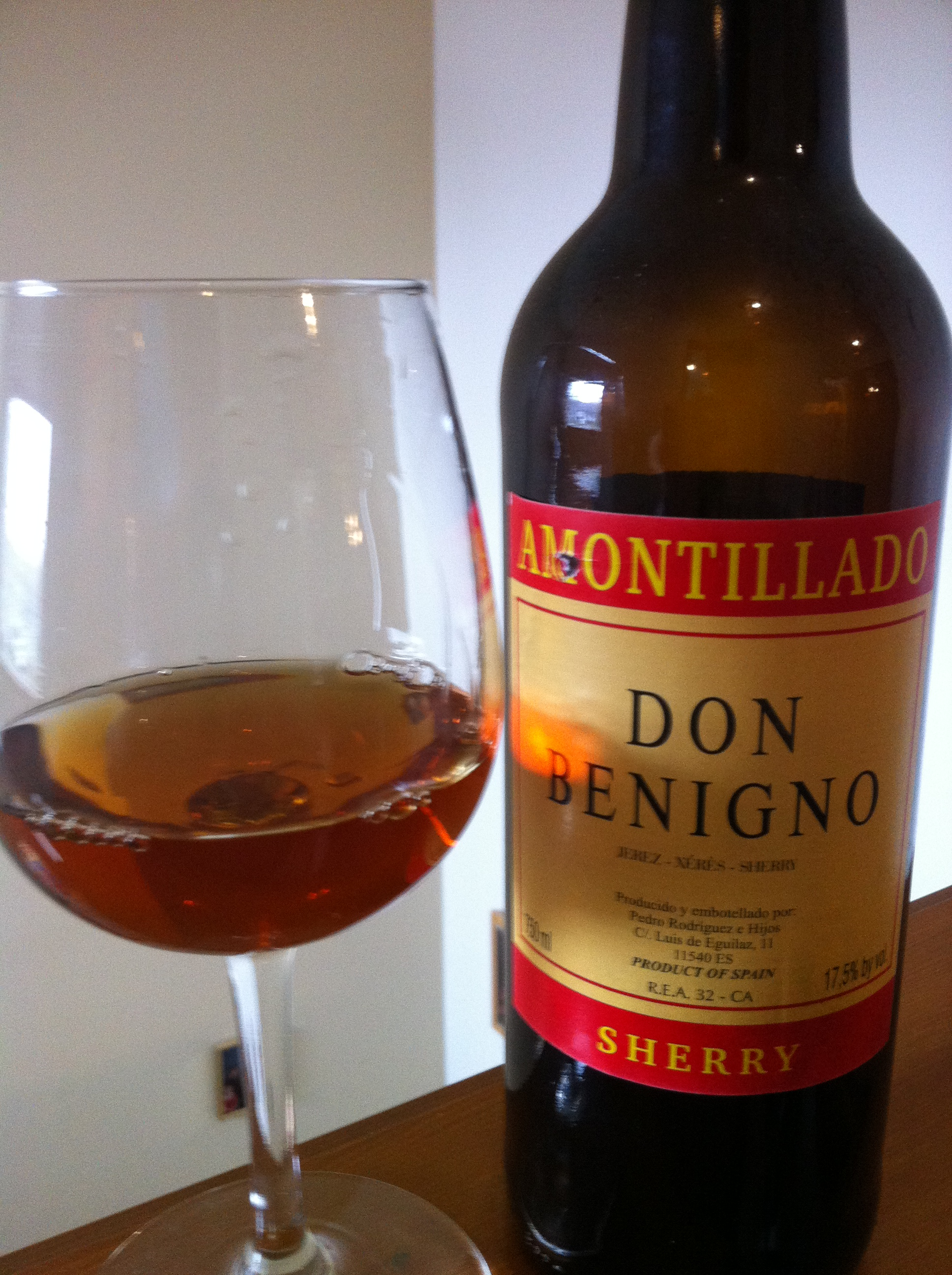
Amontillado.

Az Amontillado a Sherry egy változata, amelyre jellemző, hogy sötétebb mint a Fino, de világosabb mint az Oloroso. 

## Eredete
Nevét a spanyolországi Montilla városról kapta, ahol ez a fajta a 18. században kialakult, azonban kereskedelmileg az 'amontillado' elnevezést néha azon sherryk osztályozására használják, amelyek színe a fino és oloroso közé esnek. Az amontillado sherry finoként kezdi, aminek alkoholtartalmát körülbelül 13,5 százalékig emelik azzal, hogy korlátozzák a tetején található élesztő (a flor) érintkezését a levegővel. Egy hordó fino akkor tekinthető amontilladonak, ha a flor réteg nem képes tovább megfelelően fejlődni, amit úgy érnek el, hogy szándékosan megölik a gombát az alkoholfok utólagos növelésénél, vagy hagyják meghalni azzal, hogy nem töltik fel a hordót. 
A florréteg nélkül az amontillado alkoholszintjének 17,5 százalékig kell emelkedni azért, hogy ne oxidálódjon túl gyorsan. Az utólagos alkoholnövekedést követően az amontillado lassan oxidálódik, mivel oxigénnel érintkezik a kissé lyukacsos amerikai vagy kanadai tölgyfahordón keresztül, így sötétebb ízűt és gazdagabb aromájút kapunk, mint a fino.

## Változatai
Az amontillado számos különböző módon állítható elő. A Fino Amontillado olyan bor, amely elkezdte az átalakulást finóból amotilladóba, de nem érlelik elegendő ideig ahhoz, hogy befejeződjön a folyamat. Az Amontillado del Puerto El Puerto de Santa Maríaból származik. Természetesen száraz, amit néha enyhén vagy közepesen édesítve adnak el, de így már nem sorolható be amontilladónak. 2012. április 12-én az édes és az erősített, eredetmegjelölt Montilla-Morilesre és Jerez-Xérés-Sherryre vonatkozó törvény megváltozott, így tiltják az édes amontilladót. Ezeket Medium Sherrynek kell címkézni:  Amontillado keverék vagy ilyesféle.
Cukortartalom szerinti csoportosítása:
| Sherry típusa | Alkoholtartalom % | Cukortartalom (gramm per liter) |
| ------------- | ----------------- | ------------------------------- |
| Amontillado   | 16–17             | 0–5                             |
| Medium        | 15–22             | 5–115                           |

## Felszolgálás

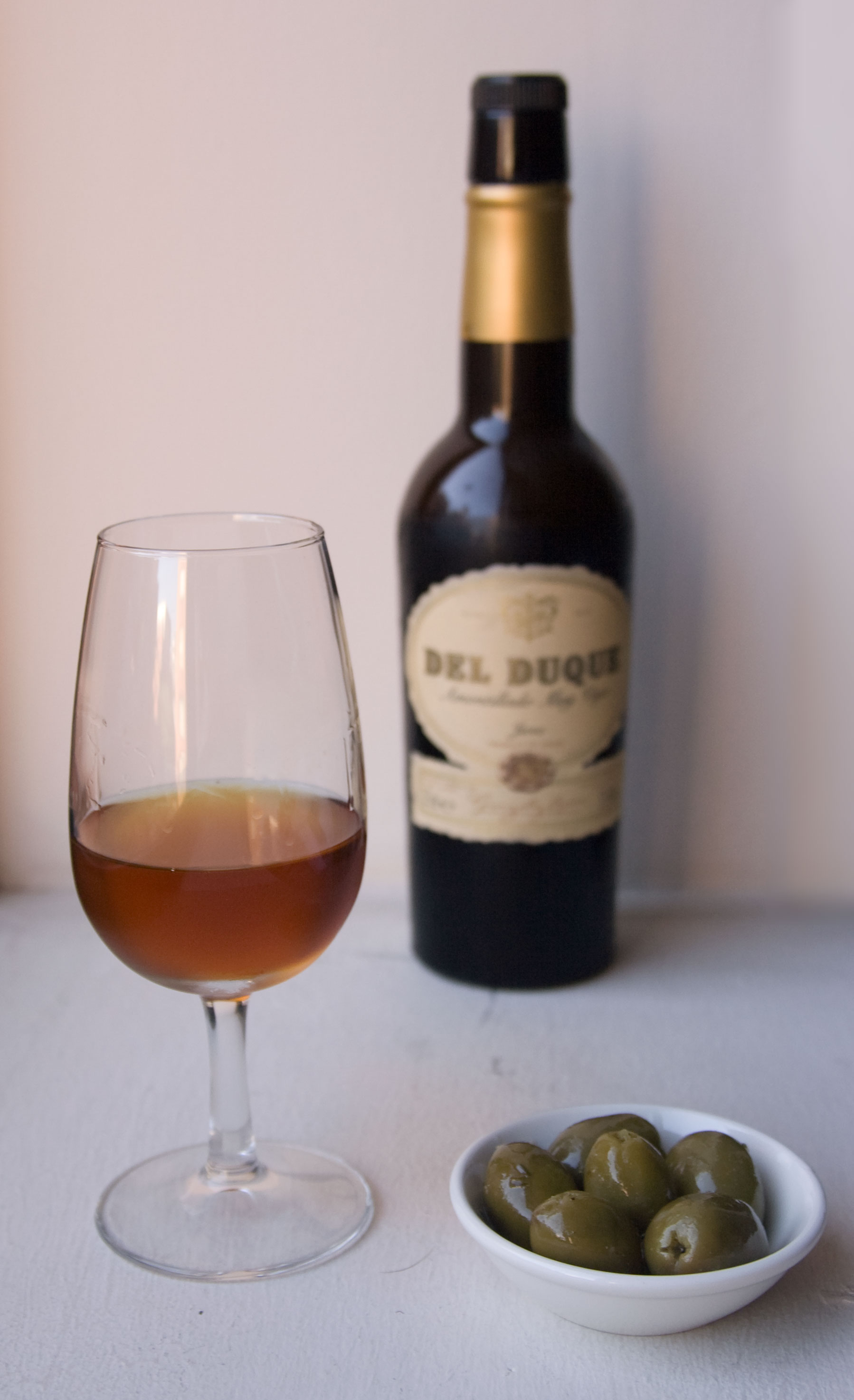
Egy pohár amontillado olivával

Az amontilladót általában kissé hűtve aperitifként, illetve csirkéből vagy nyúlból készült ételek kísérőjeként szolgálják fel. Klasszikusan szegény vagy könnyű levesekhez szolgálják fel, mint például marha consomméhez

## Tárolás
Az oxidatív érlelése és az előkészítés miatt az amontillado sokkal tartósabb mint a fino és felnyitás előtt akár pár évig is lehet tárolni.  Felbontás után két hétig lehet tárolni, ha lehűtik és az üveget lezárják.

## Kultúra

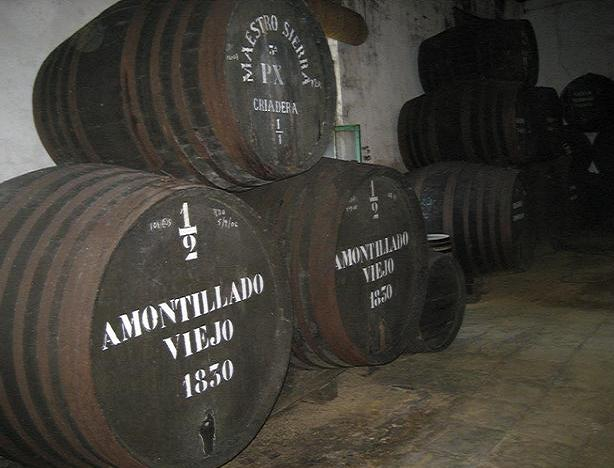
Amontillado tölgyfahordóban

A borászati körökön kívül az amontilladót szinte kizárólag Edgar Allan Poe rövid novellájának címéből, az Egy hordó amontilladoból ismerik: Fortunato, a borszakértő rosszallásból felkiált: „Luchesi nem tudja megkülönböztetni az amontilladót a sherrytől.”
A neve feltűnik olyan művekben, mint Isak Dinesen Babette lakomája című drámájában vagy Ben Bova Grand Tour regényében.
Amikor az Archer animációs komédiában Mallory Archer azt hiszi, hogy Dr. Krieger elrabolta az unokáját, azzal fenyegette, hogy lelövi és végignézi a halálát, miközben amontilladót iszik.
Az amerikai televíziós sorozat, A dumagép Apák és fiúk című részében Frasier Crane azt mondja, hogy imádja az andalúziai amontilladót.
A Columbo sorozat egyik részében (Dagger of the mind) is megjelenik az amontilladó. Columbo nyomozás közben a bárszekrény előtt egy üveg ír whisky-t tart a kezében, amikor megjelenik Sir Roger inasa, Tanner. Amikor meglátja Columbo kezében az üveget, a következőket mondja: "elnézést, ír whisky ebéd előtt? A magam részéről inkább egy korty amontilladót javasolnék, az sokkal megfelelőbb"

## Fordítás
Ez a szócikk részben vagy egészben  az   Amontillado című angol Wikipédia-szócikk ezen változatának fordításán alapul.  Az eredeti cikk szerkesztőit annak laptörténete sorolja fel. Ez a jelzés csupán a megfogalmazás eredetét és a szerzői jogokat jelzi, nem szolgál a cikkben szereplő információk forrásmegjelöléseként.